# Anna Wysokińska (zootechnik)
Anna Wysokińska – doktor habilitowana w dziedzinie nauk rolniczych w dyscyplinie zootechnika. Profesor Uniwersytetu Przyrodniczo-Humanistycznego w Siedlcach.

## Życiorys
W 2003 roku uzyskała stopień doktora nauk rolniczych w dyscyplinie zootechnika na podstawie rozprawy zatytułowanej „Ocena przydatności do inseminacji knurów mieszańców Duroc x Pietrain i Hampshire x Pietrain na podstawie jakości ejakulatów i aktywności płciowej” napisanej pod kierunkiem prof. dr hab. Stanisława Kondrackiego. Stopień doktora habilitowanego nauk rolniczych w dyscyplinie zootechnika uzyskała w 2015 roku na podstawie dzieła pt. „Możliwości zwiększania efektywności użytkowania rozpłodowego knurów w drodze krzyżowania międzyrasowego”.

## Działalność naukowa
Jej działalność naukowa skupia się głównie wokół zagadnień z zakresu rozrodu zwierząt ze szczególnym uwzględnieniem zastosowań technik mikroskopowych w analizie morfologicznych i morfometrycznych cech plemników oraz oceny wpływu czynników genetycznych i środowiskowych na efektywność użytkowania rozpłodników różnych gatunków zwierząt. Jest autorką wielu publikacji naukowych z tego zakresu w indeksowanych wydawnictwach naukowych znajdujących się w bazach Web of Science i Scopus.

## Nagrody i odznaczenia
Odznaczona Medalem Brązowym Za Długoletnią Służbę, Medalem Komisji Edukacji Narodowej oraz Odznaką honorową "Zasłużony dla Rolnictwa".